# 鲍尔媒体集团
鲍尔媒体集团（Bauer Media Group）是位于德国汉堡的一家媒体集团，建立于1875年，至今仍由创始人的家族掌管。它在17个国家拥有600家杂志和50多家广播、电视台。